# Janina Leszczyńska-Jajszczok

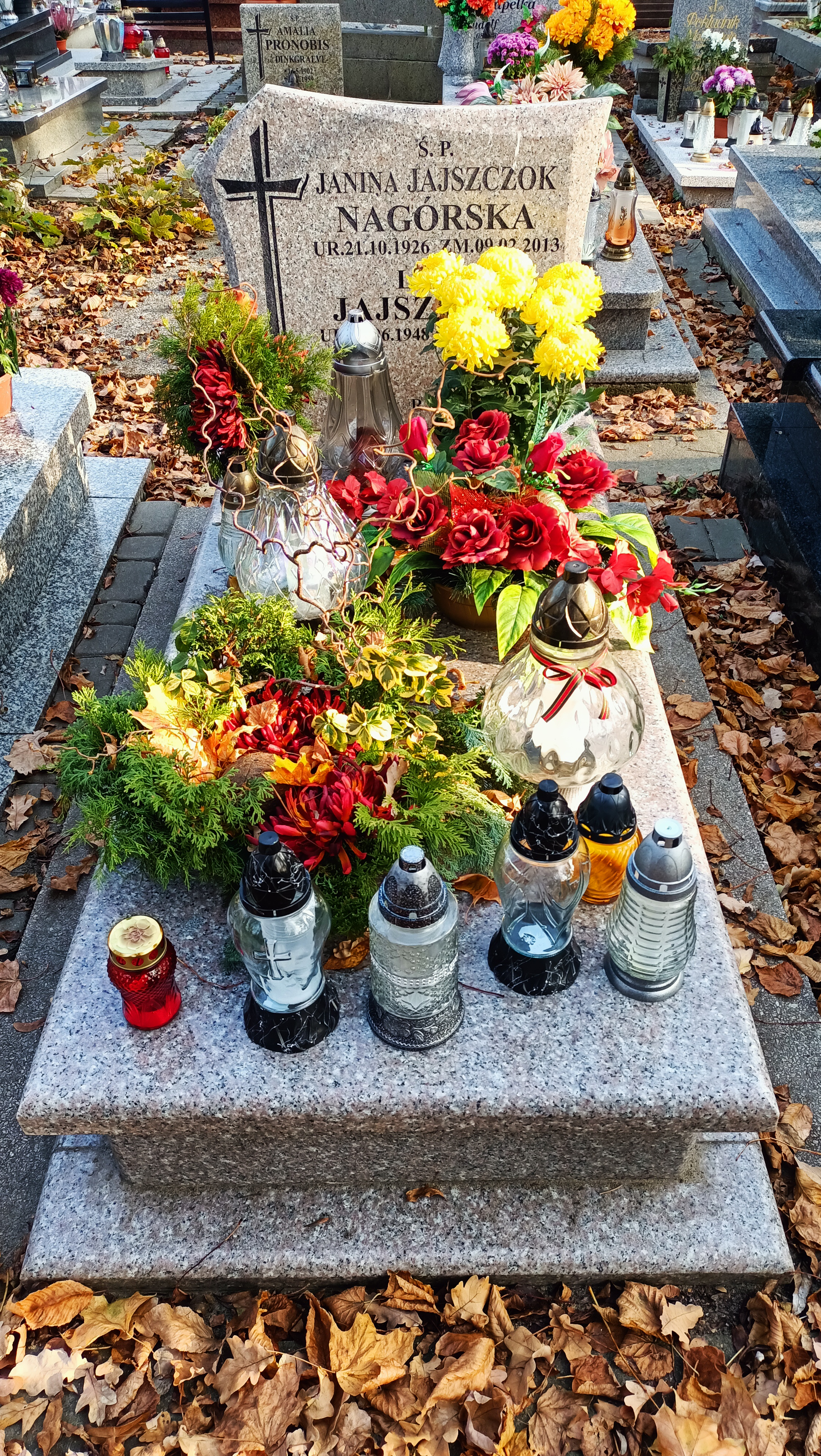
Grób Janiny Nagórskiej-Jajszczok na cmentarzu katolickim przy ul Francuskiej w Katowicach

Janina Leszczyńska-Jajszczok (również Janina Leszczyńska-Jajszczok-Nagórska oraz Janina Nagórska, ur. 21 października 1926 w Katowicach, zm. 9 lutego 2013 w Bytomiu) – polska łyżwiarka figurowa, startująca w konkurencji solistek oraz par sportowych.
Mistrzyni Polski w parach sportowych w latach 1951-53 oraz wicemistrzyni w parach w latach 1947, 1949, 1950 i indywidualnie w 1947 roku.
Reprezentowała kluby Śląskie Towarzystwo Łyżwiarskie Katowice (w latach 1937–1939), KS „Siemianowiczanka” Siemianowice (lata 1946–1948) oraz Koło Sportowe „Stal” przy hucie „Baildon” (1948–1953). Partnerowali jej Józef Standzina, Leon Osadnik oraz Karol Sojka.
Po zakończeniu kariery zawodniczej, pracowała jako trener w Naprzód Janów i Katowickim Klubie Łyżwiarskim, jak również w klubach zagranicznych; na kontraktach w Kopenhadze, Linzu i Salzburgu.
Wśród jej wychowanków znalazł się m.in. duet sportowy; Janina Poremska i Piotr Sczypa, z którym wyjechała na Zimowe Igrzyska Olimpijskie w 1968 roku do Grenoble.

Leszczyńska-Jajszczok wykładała również na katowickiej Akademii Wychowania Fizycznego.
Dwóch starszych synów; Leszek i Kordian, grało z sukcesami w hokeja na lodzie.

Zmarła w 2013 roku Janina Leszczyńska-Jajszczok została pochowana na cmentarzu w Katowicach.